# Ленский (Амурская область)
Ленский — упразднённый посёлок в Зейском районе Амурской области России. Исключен из учётных данных в 1974 году.

## География
Посёлок располагался на ручье Ленский (приток реки Деп), на расстоянии примерно 16 километров (по прямой) к югу поселка Ясный.

## История
Решением Амурского исполкома от 7 июня 1974 года № 253, посёлок Ленский исключен из учётных данных как несуществующий.